# Rolf Robischon

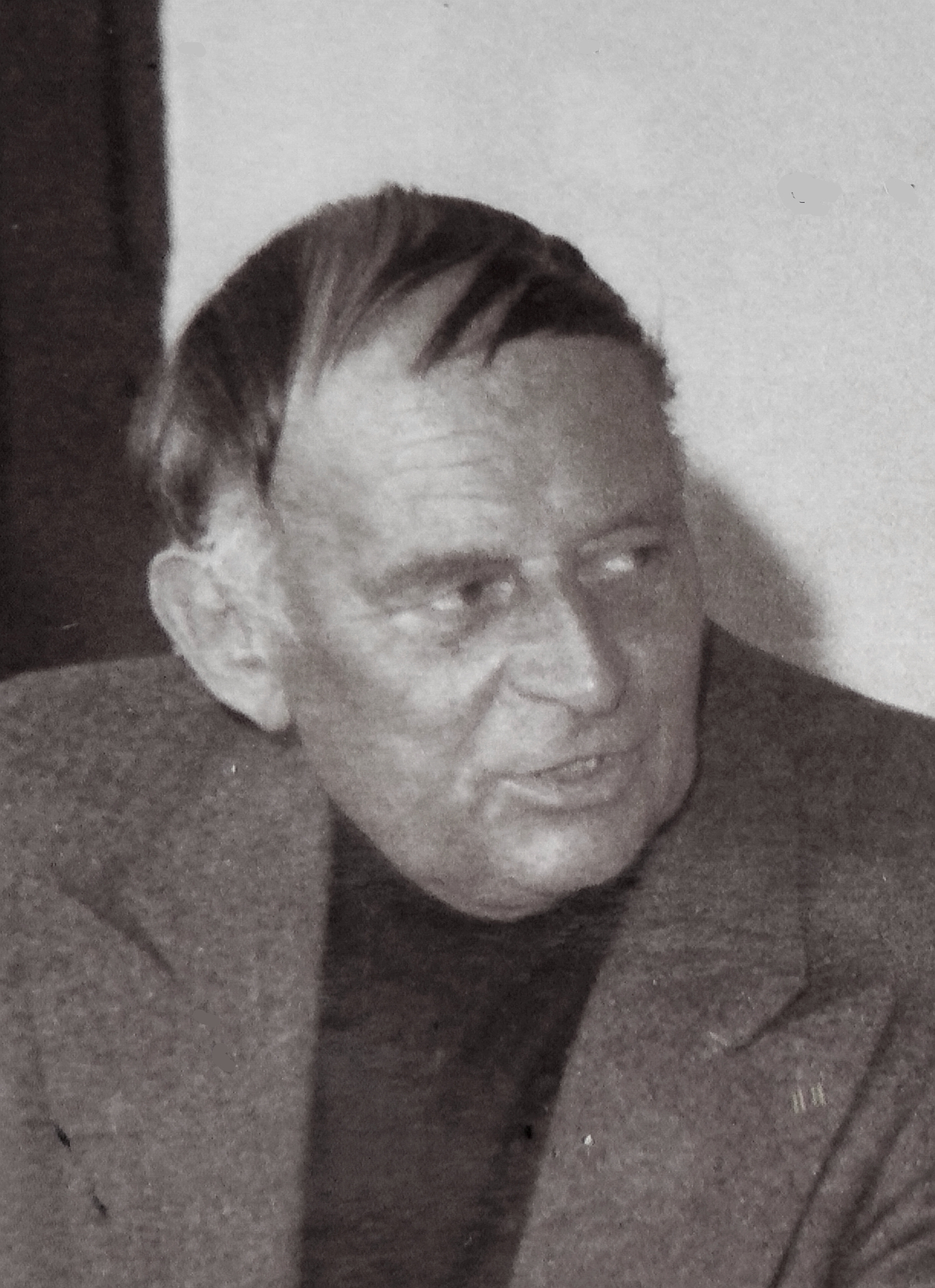
Rolf Robischon, Architekt, Bauforscher und Museumsgründer

Rolf Robischon (* 25. Juni 1907 in Wilhelmshaven; † 3. Februar 1989 in Trier) war ein deutscher Architekt und Bauforscher. Er dozierte an der Staatlichen Ingenieurschule für Bauwesen Trier (heute in der Hochschule Trier aufgegangen) und gründete das Volkskunde- und Freilichtmuseum Roscheider Hof in Konz.

## Leben
Robischon studierte Architektur an der RWTH Aachen sowie an der Technischen Universität Berlin. Zu seinen Lehrern gehörten unter anderem August von Brandis und Hans Karlinger. Im Anschluss an sein Studium, zum Ende der 1920er Jahre, arbeitete er gemeinsam mit Alexander Klein an einem Projekt zu Einfamilienhäusern in Berlin und Umgebung.
Nach einer Zusammenarbeit mit dem Kirchenmaler Rudolf Schäfer und mehreren Studienreisen in Italien und Osteuropa arbeitete Robischon während des Nationalsozialismus in der Heeresbauverwaltung in Berlin. Die Kriegsjahre verbrachte er in Österreich. Nach 1945 begann er eine vierjährige Tätigkeit als technischer Angestellter bei der Bayerischen Verwaltung der staatlichen Schlösser, Gärten und Seen. Ab 1949 war er als freier Architekt in Prüm tätig.
Bereits ab 1950 lehrte er an der Staatsbauschule Trier, einer Vorgängerinstitution der heutigen Hochschule Trier und wurde dort 1971 zum Professor ernannt. Im Laufe der Zeit widmete er sich neben der Architektur von Dorf- und Bauernhäusern verstärkt der Volkskunde in Trier und Umgebung. So war Robischon treibende Kraft bei der Gründung (1976) und dem fortwährenden Ausbau des Volkskunde- und Freilichtmuseums Roscheider Hof in Konz und war dessen erster Leiter. Heute zählt es zu den größten Volkskundemuseen in Deutschland.

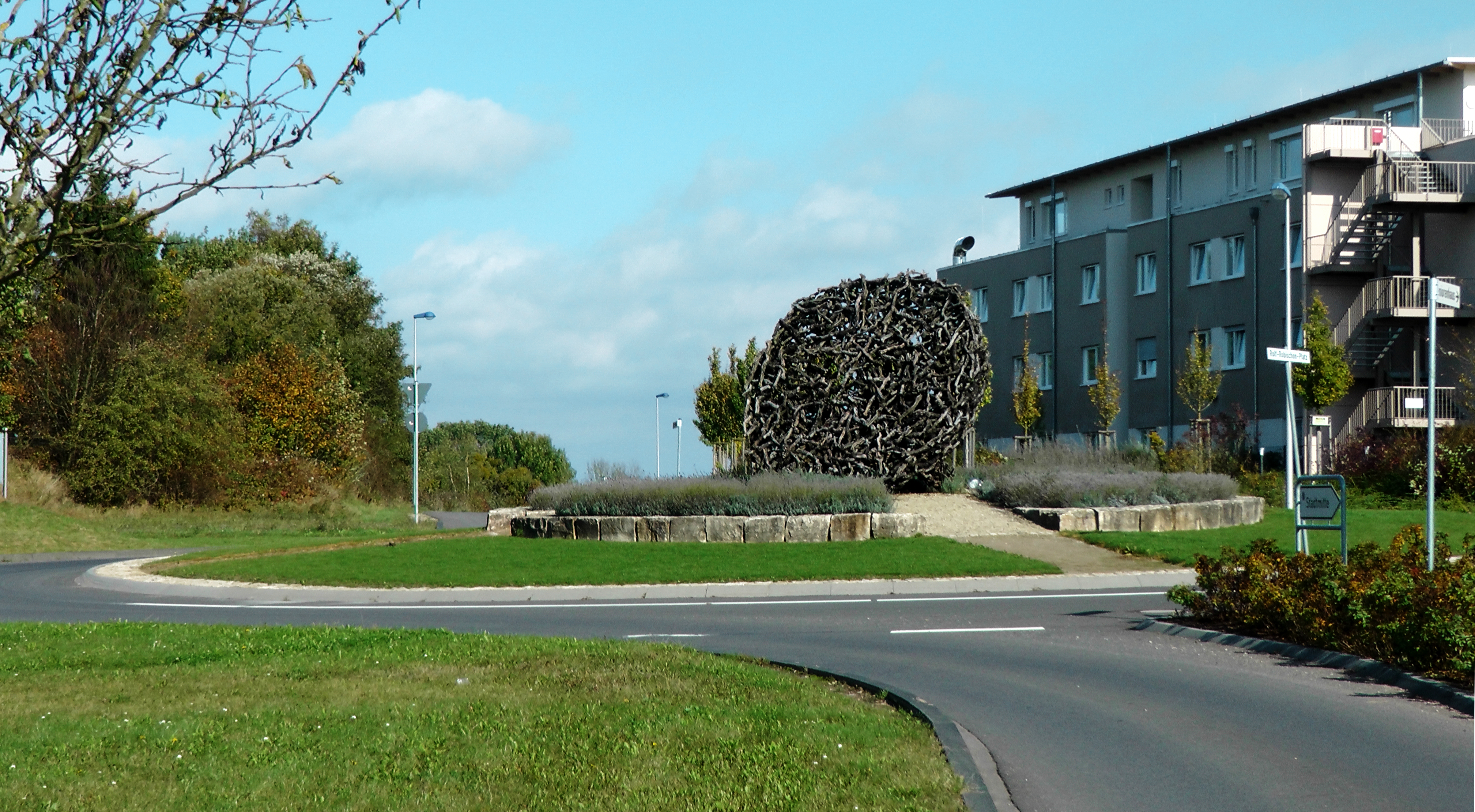
Rolf-Robischon-Platz (2014)

Nach Robischons Tod im Jahre 1989 wurde ihm zu Ehren 2007 der Rolf-Robischon-Platz, ein Kreisverkehr in unmittelbarer Umgebung des Museums nach ihm benannt.

## Schriften (Auswahl)
- Ein griechisch-gotisches Gartenhaus aus dem Trierer Biedermeier. In: Schriftenreihe des Volkskunde- und Freilichtmuseums Roscheider Hof Konz bei Trier. Heft 5. Konz bei Trier, 1981, DNB 965097463.
- Freilichtmuseen als kulturpolitische Aufgabe: Zur Frage d. Errichtung solcher Museen im Lande Rheinland-Pfalz. Verlag Gesellschaft für Buchdruckerei, Neuss 1965, DNB 454064179.